# Fédération française de parachutisme
Pour les articles homonymes, voir FFP.
 (février 2024).
Si vous disposez d'ouvrages ou d'articles de référence ou si vous connaissez des sites web de qualité traitant du thème abordé ici, merci de compléter l'article en donnant les références utiles à sa vérifiabilité et en les liant à la section « Notes et références ».
La Fédération française de parachutisme (souvent abrégé FFP) est chargée de l’organisation et de la promotion du parachutisme sportif. Créée le 10 décembre 1949, elle est délégataire du Ministère des Sports, de la Jeunesse, de l'Éducation populaire et de la Vie associative depuis 1972.

## Présentation

Ancien logo de la fédération.

La Fédération française de parachutisme, reconnue d’utilité publique depuis le 2 mai 1986, est membre :
- du Comité national olympique et sportif français
- du Conseil national des fédérations aéronautiques et sportives
- de l’Union européenne de parachutisme
- de la Fédération aéronautique internationale

À l’échelon national, la Fédération s’organise autour de :
- 22 ligues,
- 38 comités départementaux,
- 270 associations dont 42 écoles associatives,
- 19 sociétés commerciales et 70 travailleurs indépendants.

Les écoles assurent la formation des élèves et l’encadrement de l’activité à tous les niveaux, en 2011 :
- 647 283 sauts réalisés et
- 45 825 licenciés à la Fédération Française de Parachutisme.

La Fédération a un bureau directeur et un comité directeur.

## Disciplines
La Fédération reconnait les disciplines suivantes :
- Freefly
- Freestyle
- Précision d’atterrissage
- Pilotage sous Voile
- Skysurf
- Voile contact
- Vol relatif
- Vol Relatif Vertical
- Voltige
- Wingsuit
- Parachutisme ascensionnel